# Chotínske piesky
Chotínske piesky jsou přírodní rezervace v katastrálním území obce Chotín v okrese Komárno v Nitranském kraji na Slovensku. Území bylo vyhlášeno v roce 1953 a jeho rozloha je 7,023 hektaru. Předmětem ochrany jsou psamofilní a xerotermní společenstva.